# Wendy James
Wendy James (21 de enero de 1966) es una cantante y compositora inglesa, conocida por su trabajo con la banda pop Transvision Vamp.

## Biografía
Nacida en Londres de padres noruegos, James fue adoptada poco después de nacer y se fue de casa a la edad de dieciséis años, mudándose a la ciudad costera de Brighton en Sussex Oriental. Allí conoció a Nick Christian Sayer, quien se convirtió en su novio y colaborador musical. Sayer y James se mudaron a Londres, donde se unieron a sus amigos DaveParsons, Tex Axile y Pol Burton con quienes formaron la banda pop-punk Transvision Vamp. James era la cantante principal y el punto focal del grupo que atrajo la atención de los medios con su imagen rebelde y provocativa.
La banda fue firmada por MCA en diciembre de 1986 y lanzó una versión de la canción "Tell That Girl to Shut Up" de Holly and the Italians a finales de 1987. Meses después, el siguiente single "I Want Your Love", con su crossover pop/punk ingresó en el Top 10 de la lista de singles del Reino Unido. La banda lanzó el exitoso álbum "Pop Art" en octubre siendo 1989 el año más exitoso de la banda, con el hit número 3 "Baby I Don't Care" y el álbum "Velveteen", que entró en la lista de álbumes del Reino Unido en el número uno y fue un éxito en todo el mundo.

## Carrera en solitario y Racine
Una vez tomada la decisión de dividir Transvision Vamp James escribió a Elvis Costello pidiéndole consejo, en respuesta Costello, colaborando con su entonces esposa Cait O'Riordan en algunas canciones, escribió el material completo de un álbum para James. Estas canciones formaron las pistas de su primer álbum solista en 1993 Now Ain't the Time for Your Tears. El álbum fue producido por Chris Kimsey y alcanzó el número 43 en la lista de álbumes del Reino Unido en marzo de 1993. Sin embargo no vendió cantidades significativa y James se cayó de la escena musical aunque firmó con One Little Independent Records  y comenzó a trabajar en un álbum titulado Se encuentra en Chinatown que no completó. 
En 2004 formó una banda llamada Racine, y  lanzó dos álbumes, Number One y Racine 2 , aunque Racine se separó en diciembre de 2008. Antes de cerrar su sitio web oficial los miembros de la banda se unieron a otras bandas y ninguno de ellos trabajó en el próximo álbum. En 2009 James anunció en su blog de MySpace que había estado trabajando en un álbum titulado I Came Here to Blow Minds grabado en París y mezclado en Australia más tarde ese año. Finalmente, se anunció su lanzamiento para el 19 de octubre de 2010 y digitalmente a través de la página oficial de Facebook en agosto de 2010. Una pista del álbum ya estaba disponible para descargar en RCRD LBL. Lanzó otro álbum el 19 de febrero de 2016 The Price of the Ticket.
En octubre de 2019, hizo una gira con The Wendy James Band en apoyo de The Psychedelic Furs  promocionando un nuevo álbum llamado Queen High Straight.

## Discografía

### Álbumes de Transvision Vamp
- Pop Art (1988)
- Velveteen (1989)
- Little Magnets Versus the Bubble of Babble

### Álbumes solistas
- Now Ain't the Time for Your Tears  (1993) - Reino Unido No. 43, AUS No. 132
- I Came Here to Blow Minds (2011)
- The Price of the Ticket  (2016)
- Queen High Straight (2019)

### Álbumes de Racine
- Number One (2004)
- Racine 2 (2007)

### Singles
- " The Nameless One " (1993) - Reino Unido No. 34,  AUS No. 106
- " London's Brilliant " (1993) - Reino Unido Nº 62
- "Do You Know What I'm Saying?" (1993) – UK No. 78, AUS No. 230